# Fabio Liverani
Fabio Liverani (ur. 29 kwietnia 1976 w Rzymie) – włoski piłkarz występujący na pozycji środkowego pomocnika, a także trener.

## Kariera klubowa
Fabio Liverani zawodową karierę rozpoczynał w 1996 w zespole AG Nocerina. Rozegrał dla niego 2 mecze w Serie C1, po czym przeniósł się do grającego w Serie C2 Viterbese. Wywalczył sobie miejsce w podstawowej jedenastce i stał się podstawowym zawodnikiem linii pomocy. W Viterbese Liverani rozegrał 104 spotkania i zdobył 18 goli awansując w sezonie 1998/1999 do Serie C1. Dobrą grę Włocha zauważyli włodarze pierwszoligowej AC Perugii, którzy zdecydowali się zatrudnić Włocha. W barwach Perugii 1 października 2000 roku w zremisowanym 1:1 meczu z Lecce Liverani zadebiutował w rozgrywkach Serie A.
Włoch pozostał w tej drużynie również na sezon 2001/2002, jednak już na jego samym początku przeniósł się do S.S. Lazio. Podczas rozgrywek 2002/2003 w barwach „Biancocelestich” zadebiutował w Pucharze UEFA, natomiast rok później po raz pierwszy wystąpił w Lidze Mistrzów. 16 października 2005 roku w wygranym 1:0 spotkaniu z Fiorentiną Liverani zanotował swój setny ligowy występ dla Lazio. Po zakończeniu rozgrywek włoski pomocnik postanowił jednak zmienić klub.
Latem 2006 roku Liverani podpisał kontrakt z Fiorentiną. W debiutanckim sezonie rozegrał dla niej 36 meczów. W kolejnych rozgrywkach także był podstawowym graczem swojego zespołu, jednak po ich zakończeniu, 30 maja za 850 tysięcy euro odszedł do US Palermo. W sezonie 2008/2009 wystąpił w 33 meczach w Serie A, w tym 32 w podstawowym składzie.
W 2011 roku Liverani został zawodnikiem FC Lugano.

## Kariera reprezentacyjna
W reprezentacji Włoch Liverani zadebiutował 25 kwietnia 2001 roku w wygranym 1:0 pojedynku z Republiką Południowej Afryki, kiedy to szkoleniowcem Italii był Giovanni Trapattoni. Ostatni mecz w kadrze Liverani zagrał natomiast 16 sierpnia 2006 roku w przegranym 0:2 spotkaniu przeciwko Chorwacji. Łącznie dla drużyny narodowej zanotował 3 występy.